# Человек, который обманул себя
«Человек, который обманул себя» (англ. The Man Who Cheated Himself) — фильм нуар режиссёра Феликса Э. Файста, вышедший на экраны в 1950 году.
Фильм рассказывает о детективе отдела убийств Сан-Франциско (Ли Джей Кобб), который решает спасти свою любовницу (Джейн Уайетт), скрыв совершённое ей убийство мужа. Затем он принимает участие в расследовании, которое ведёт его младший брат (Джон Долл), в итоге оказывясь главным подозреваемым.
Фильм относится к многочисленной категории фильмов нуар, действие которых происходит в Сан-Франсиско. Наряду с такими нуарами, как «Оружие для найма» (1942), «Чёрная полоса» (1947), «Рождённый убивать» (1947), «Воровское шоссе» (1949), «Мёртв по прибытии» (1950), «Внезапный страх» (1952), «Снайпер» (1952) и «Линейка» (1958), значительная часть картины снята на натуре на улицах города.
Фильм был первой и единственной работой независимой продюсерской компании Джека М. Уорнера, сына Джека Л. Уорнера, вице-президента и главного продюсера студии «Уорнер бразерс».
На момент съёмок актриса Лиза Ховард была женой режиссёра Феликса Э. Файста Файста.

## Сюжет
Действие картины происходит в Сан-Франциско. После двух лет в браке охотник за богатством Говард Фрейзер узнаёт, что его богатая жена Лоиз Фрейзер (Джейн Уайетт) собирается с ним развестись, выгнать из дома и изменить завещание, лишив его наследства. Не желая мириться с таким ходом событий, Говард разрабатывает изощрённый план её убийства, намереваясь представить его как преступление, совершённое случайным грабителем. Он тайно покупает револьвер, ломает замок на входной двери, чтобы имитировать взлом, сжигает в камине документы, случайно роняя чек из магазина на покупку револьвера. Затем Говард собирает чемодан и уезжает в аэропорт якобы для того, чтобы вылететь в Сиэтл.
После ухода мужа Лоиз осматривает его кабинет, находя на ковре чек на покупку револьвера. Она немедленно звонит в отдел убийств своему любовнику, детективу, лейтенанту Эду Каллену (Ли Джей Кобб). Трубку снимает не Эд, а его младший брат Энди (Джон Долл), который только что был зачислен на работу в отдел убийств, а в ближайшие дни собирается жениться на Дженет, девушке в которую влюблён (Лиза Ховард). Когда Энди рассказывает Эду о звонке, тот догадывается, что звонок был от Лоиз, и немедленно отправляется к ней домой.
Лоиз демонстрирует Эду найденный ей револьвер, и пока они обсуждают намерения Говарда, тот тайно проникает в дом. Неожиданно увидев мужа, Лоиз машинально стреляет в него, двумя выстрелами в грудь, убивая его наповал. Убийство происходит на глазах у Эда, и влюблённый детектив решает скрыть, что его совершила Лоиз, используя для этого алиби, которое заготовил для себя Говард. Эд на своём автомобиле отвозит тело Говарда в аэропорт, оставляя на автомобильной парковке, что должно было бы навести следователей на мысль, что Говард был убит случайным грабителем, ожидая свой рейс. В этот момент к Эду обращается пожилая пара Куимби, Эрнест (Чарльз Арнт) и Мюриел Куимби (Марджори Беннетт), с просьбой показать, как подъехать к залу вылета. Ничего не ответив, детектив быстро трогается с места, после чего пара замечает за его машиной труп Говарда, немедленно оповещая об этом полицию.
К тому моменту, когда Эд подъезжает к мосту Золотые ворота, полиция уже начала операцию «перехват», выставив посты в поисках зелёного лимузина, который описал мистер Куимби. При въезде на мост Эда останавливает его знакомый патрульный Блейр (Бад Уолф). Однако поскольку автомобиль Эда синего цвета, патрульный тепло приветствует детектива и пропускает его через кордон. Притормозив на мосту, Эд выбрасывает револьвер в воду.
Расследование убийства поручают Энди, он немедленно приезжает в аэропорт. Вскоре туда приезжает и Эд, якобы для того, чтобы помочь брату в его первом деле. На допросе супруги Куимбли сообщают детективам, что в темноте не смогли рассмотреть мужчину за рулём автомобиля и вряд ли смогут его опознать. Установив личность убитого, Энди в сопровождении Эда направляется к Лоиз, которая делает вид, что не знакома с Эдом. При осмотре квартиры детективы обнаруживают взломанную дверь, однако Лоиз говорит, что дверь взломал её муж несколько дней назад, когда забыл ключи от дома. Эд замечает след от пули, выпущенной Лоиз и попавшей в книгу на полке, однако ему удаётся отвлечь внимание брата и спрятать книгу. После того как Лоиз имитирует обморок, детективы уходят.
Они приезжают домой в квартиру, где живут вместе. Размышляя о деле, Энди выражает беспокойство тем обстоятельством, что Говард зачем-то приехал в аэропорт слишком рано, зарегистрировался и сдал багаж, хотя вылет его рейса запланирован только в полночь. Несмотря на то, что Эд пытается рассеять его сомнения, утверждая, что это всего лишь неудачное ограбление, Энди продолжает раздумывать над поведением Говарда.
Перед самой свадьбой Энди говорит Говарду, что решил отложить медовый месяц, чтобы закончить расследование своего первого дела, которое считает очень важным. После свадебной церемонии Энди с Дженет вдвоём отъезжают на машине, сразу превысив скорость. Их останавливает патрульный Блейр, который узнаёт Энди, и вместо выписки штрафа поздравляет его с браком. Во время разговора он упоминает, что встретил Эда во время дежурства у моста Золотые ворота вскоре после того, как было обнаружено тело Говарда.
Вскоре происходит ограбление магазина, торгующего алкогольными напитками, во время которого убивают владельца магазина. Эксперт по баллистике сообщает Эду и Энди, что владелец магазина был застрелен из того же револьвера, что и Говард. Эд решает использовать это обстоятельство в своих интересах, рассчитывая представить дело так, что налётчики на магазин убили и Говарда.
Во время одной из тайных встреч Лоиз предлагает Эду жениться на ней, обещая ему обеспеченную жизнь, где ему не потребуется работать в полиции. Однако Эд отказывается, замечая, что она меняет своё мнение слишком быстро, чтобы любить одного человека слишком долго, намекая на то, что Говард был уже вторым её мужем.
Вскоре поступает информация о том, что револьвер, из которого были совершены оба убийства, был заложен в ломбард некоей миссис Каппа. Во время допроса она утверждает, что её муж Пиетро обнаружил его в своей рыбацкой лодке. Эд понимает, что револьвер попал в лодку Капы случайно, когда он выбросил его с моста. Вместе с Энди он задерживает их сына Нито (Алан Уэллс), который сознаётся, что совершил ограбление алкогольного магазина, однако отрицает какую-либо связь с убийством Говарда.
Вечером, чтобы рассказать о ходе расследования, Эд заезжает к Лоиз домой. Проезжая мимо, Энди видит Лоиз в окне, а затем выходящего из её дома Эдда. Подойдя к брату, Энди шутит, что Эд не успел познакомиться с красивой девушкой и уже ходит к ней домой на свидание, однако Эд отвечает, что Лоиз приняла снотворное и спит. Этот ответ удивляет Энди.
На следующее утро Энди видит в газете статью о мосте Золотые ворота, понимая, что Эд был на мосту как раз в то время, когда по расчётам был выброшен револьвер, упавший в лодку Капы. Под вымышленным предлогом Энди берёт у Эда его машину, которую показывает Куимби. Увидев её, Куимби утверждает, что это тот самый автомобиль, который он видел на парковке в аэропорту. Проверив зрение свидетеля, Энди понимает, что Куимби дальтоник, и потому первоначально неправильно назвал цвет автомобиля, приняв синий за зелёный.
Когда Эд приезжает домой, его поджидает там Энди. Под давлением улик Эд сознаётся, что скрыл убийство Говарда, чтобы защитить Лоиз. Затем одним ударом Эд сбивает брата с ног, связывает его бессознательное тело и уезжает к Лоиз. Они немедленно собираются, намереваясь как можно скорее вырваться из города. Когда Джанет стучит в квартиру Эда в поисках мужа, связанному Энди удаётся подать ей сигнал о помощи. После освобождения Энди полиция начинает розыск Эда и Лоиз, перекрывая все выезды из города. Понимая, что днём им не удастся прорваться через полицейские кордоны, Эд решает скрыться до наступления ночи в заброшенном Форте Пойнте около моста Золотые ворота, где он в детстве часто проводил время вместе с братом. Энди догадывается, где могут прятаться Эд и Лоиз, и направляется в Форт Пойнт. Прибывшая вслед за ним полиция задерживает беглецов.
Некоторое время спустя, уже в здании суда арестованный Эд стоически наблюдает за тем, как Лоиз проходит в зал, флиртуя со своим адвокатом в уверенности, что деньги спасут её от наказания.

## В ролях
- Ли Джей Кобб — лейтенант Эд Каллен
- Джейн Уайетт — Лоиз Фрэйзер
- Джон Долл — Энди Каллен
- Лиза Ховард — Дженет Каллен
- Харлан Уорд — Говард Фрэйзер
- Тито Вуоло — Пиетро Капа
- Чарльз Арнт — Эрнест Куимби
- Марджори Беннетт — Мьюриэл Куимби
- Алан Уэллс — Нито Капа
- Мими Агулиа — миссис Капа
- Бад Уолф — полицейский Блейр

## Создатели фильма и исполнители главных ролей
К числу лучших работ режиссёра Феликса Э. Файста относятся музыкальные комедии «Извините за мой ритм» (1944) и «Такова жизнь» (1944), фильмы нуар «Дьявол едет автостопом» (1947), «Угроза» (1949) и «Завтра будет новый день» (1951), а также научно-фантастический фильм «Мозг Донована» (1953).
Ли Джей Кобб был «одним из ведущих американских характерных актёров в течение трех первых послевоенных десятилетий». Он дважды номинировался на Оскар как лучший актёр второго плана: в 1955 году — за роль в фильме «В порту» (1954) и в 1959 году — за роль в фильме «Братья Карамазовы» (1958). Он также сыграл в фильмах нуар «Бумеранг!» (1947), «Звонить Нортсайд 777» (1948), «Воровское шоссе» (1949) и «Девушка с вечеринки» (1958), а также в таких значимых фильмах, как «12 разгневанных мужчин» (1957) и «Изгоняющий дьявола» (1973).
Джейн Уайетт сыграла в таких заметных фильмах, как фантастическая приключенческая мелодрама «Потерянный горизонт» (1937), социальные драмы Элии Казана «Джентльменское соглашение» (1947) и «Бумеранг!» (1947, вместе с Коббом), фильмы нуар «Западня» (1948) и «Дом у реки» (1950).
Джон Долл в 1946 году был номинирован на Оскар за роль второго плана в фильме «Кукуруза зелёная» (1945). Кроме того, Долл сыграл в таких заметных фильмах, как «Верёвка» (1948) Альфреда Хичкока, «За лесами» (1948), «Без ума от оружия» (1950), а позднее — «Спартак» (1960).

## Оценка критики

### Общая оценка фильма
Фильм остался практически незамеченным в момент выхода его на экраны, однако со временем удостоился умеренно положительных оценок критики. Крейг Батлер оценил картину как «интересный и увлекательный фильм нуар „второго уровня“, который достоин большей известности», среди недостатков отметив «чудовищный подбор актёров на роли», прежде всего, имея в виду Джейн Уайетт. Тони Д’Амбра высоко оценил картину как «великолепно сделанный нуар категории В, в котором каждая минута наполнена действием». Деннис Шварц назвал картину «захватывающим фильмом нуар, умело поставленным Феликсом Э. Файстом» и «идеальным фильмом для начала безликой эры президента Эйзенхауэра».

### Характеристика фильма
Развивая свою мысль о социально-политической ситуации в стране в период выхода фильма на экраны, Шварц пишет: «Безопасная жизнь была равнозначна хорошей жизни для тех, кто стал заложником американского менталитета 1950-х годов, когда Холодная война набирала ход и многие американцы относились подозрительно к тем, кто отбивался от общепринятого стиля поведения». В свете такого подхода, «проблемы (персонажа) Кобба заложены в его неустоявшемся образе жизни, неуправляемом сексуальном влечении и неспособности остепениться и создать семью, то, чему его более „нормальный“ брат, кажется, решил себя посвятить». При этом «хотя от Долла невозможно откупиться, даже когда речь идёт о спасении его родного брата, он сам не возражает против того, чтобы не платить штраф за превышение скорости, когда его останавливает знакомый коп». Шварц резюмирует: «Режиссёр, кажется, пытается сказать, что есть допустимые привилегии, которые получает тот, кто приспосабливается к системе, но помощь знакомой даме в том, чтобы выкрутиться в деле об убийстве, не относится к таким допустимым привилегиям».

### Характеристика работы режиссёра и творческой группы
Критики в целом высоко оценили режиссёрскую работу Файста. Батлер, в частности, пишет, что «Феликс Э. Файст ставит фильм со всей необходимой напряжённостью и атмосферой, затягивая зрителя и ведя его за собой в безупречном, приемлемо манипулирующем стиле. Режиссуре Файста не хватает некоторых выдающихся достижений мастеров жанра, но она более чем компетентна».
Сайт «Noir of the Week» отметил, что «хотя это и не лучшая работа Файста, он обеспечивает этому фильму жёсткий ход», а Тони Д’Амбра написал, что «под плотным руководством режиссёра Феликса Файста даже менее значимые описательные сцены сконцентрированы на том, чтобы продвигать захватывающий рассказ вперёд». Далее Д’Амбра отметил, что «фильм снят одновременно экономично и стильно Расселом Харданом», при этом «большая часть фильма снята на улицах Сан-Франциско с использованием глубокого фокуса, что придаёт фильму неприукрашенный реалистический облик».

### Характеристика актёрской игры
Критика в целом положительно оценила актёрскую игру, так Д‘Амбра отметил, что «игра всех актёров очень крепкая». Он пишет: «Кобб одухотворённо играет тёртого копа, который по его собственному признанию, позволил женщине, которой он не может доверять, проникнуть „ему под кожу“». С ним согласен и Батлер, заключивший, что «Кобб даёт убедительную игру, в которой ему удаётся уловить противоречивые аспекты его персонажа и сделать его симпатичным, даже несмотря на то, что он скрывает следы преступления».
При этом, как считает Батлер, «ключевой ошибкой в подборе актёров стала Джейн Уайетт, которая играет совсем не свой типаж, она исполняет роль роковой женщины, и ей не удаётся справиться с этой ролью». Назвав её игру «очень раздражающей и манерной» Батлер пишет, что «отсутствие убедительности в её игре разрушает сюжетную основу фильма, так как невозможно поверить в то, что Кобб рискует всем ради неё». «Noir of the Week» также отмечает: «К сожалению, Уайетт совершенно не на своём месте в качестве объекта страсти героя Кобба… Её игру можно вежливо назвать „чрезмерной“. Некоторые назвали её игру худшим изображением роковой женщины в истории».
С другой стороны Д’Амбра пишет, что «Уайетт впечатляет в роли роковой женщины, а Долл убедителен в роли начинающего копа, который подозревает, что его брат что-то скрывает». Батлер также считает, что «Долл хорош с роли младшего брата, который с ужасом осознаёт, что Кобб является его объектом охоты и он должен его поймать…»